# Львовское (марка пива)
«Львовское» (укр. «Львівське») — марка украинского пива, выпускаемая Львовской пивоварней с 1715 года (в настоящее время PJSC Carlsberg Ukraine, входящей в состав пивоваренной группы Carlsberg Group).

## История

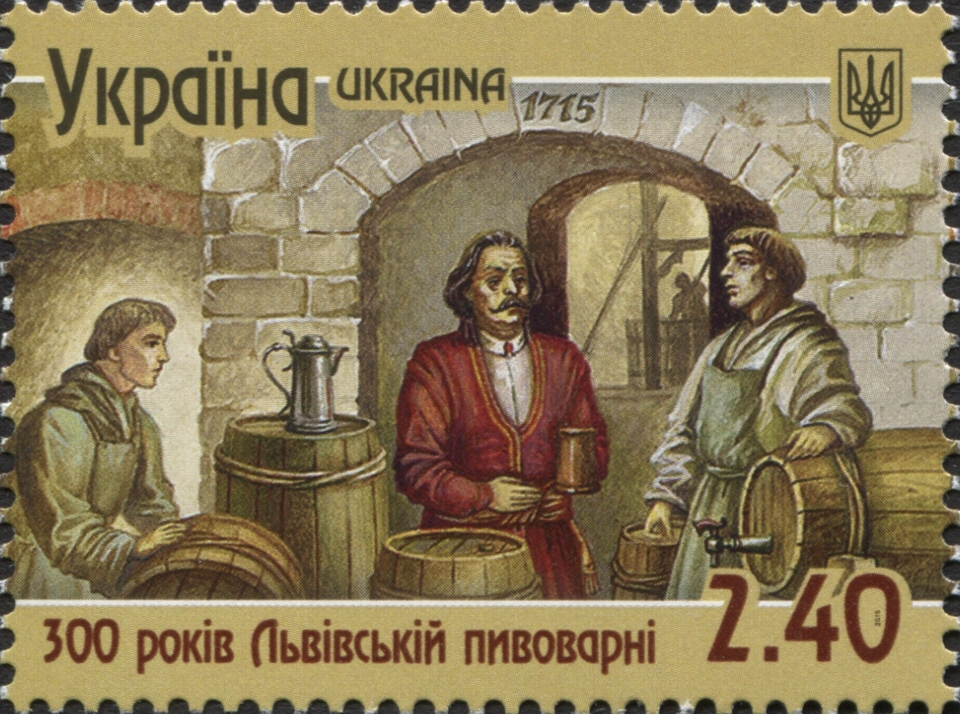
Почтовая марка Украины. 300-летие Львовской пивоварни

Первая промышленная пивоварня во Львове появилась в 1715 году, после того, как польский граф Станислав Потоцкий выдал монахам-иезуитам разрешение на строительство пивоварни в Краковском предместье Львова. Эта дата считается началом деятельности Львовской пивоварни, а её нынешними владельцами представляется как дата появления пива «Львовское» (на самом деле получившее статус торговой марки уже в советский период). После лишения ордена иезуитов всех его прав и привилегий Львовская пивоварня стала собственностью Львовского акционерного общества пивоваров.
При Советском Союзе Львовская пивоварня перешла в собственность государства и была переименована в завод «Колос». Тогда же пиво «Львівське» получило своё официальное название и статус торговой марки. «Львівське» сохранило своё эталонное качество и стало лучшим пивом в Советском Союзе.
После распада Советского Союза завод «Колос» был вновь переименован в Львовскую пивоварню, которая в 1999 году вошла в состав компании «Baltic Beverages Holding», с 2008 года принадлежащей «Carlsberg Group».
В 2015 году бренд отпраздновал 300-летний юбилей с момента основания.
Торговая марка «Львівське» является спонсором многих мероприятий и фестивалей, среди которых футбольный чемпионат Европы 2012, музыкальный конкурс «Евровидение 2017» и другие.
С января 2021 года бренд «Львівське» стал новым Национальным спонсором сборной Украины по футболу.

## Доля рынка

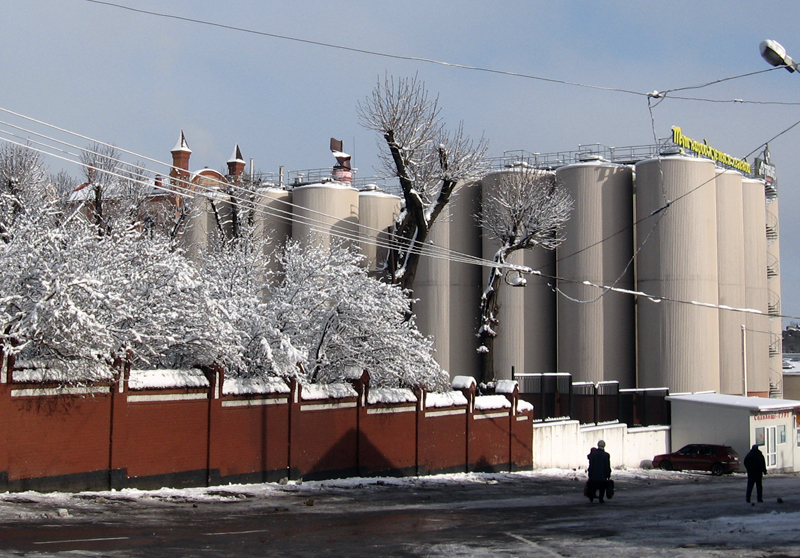
Львовская пивоварня, 2007 год.

Согласно информации производителя, по итогам 2007 года ТМ «Львівське» принадлежало 5 % рынка пива Украины, итогам 2008 года — 5,7 %, а в первом полугодии 2009 года — 9,3 %.
В 2016—2018 году доля марки на украинском рынке (в денежном выражении) колебалась в районе 9-10 %.
По итогам 2020 года бренд впервые стал лидером рынка с долей 14,6 %.

## Сорта
Пиво «Львовское» представлено следующими сортами:
- «Львівське 1715» — светлое пиво, сваренное по классическому рецепту, содержание алкоголя — 4,7 %.
- «Львівське Exportowe» — светлое пиво с фруктово-пряный привкусом, содержание алкоголя — 5,5 %.
- «Львівське Білий Лев» — светлое пиво, содержание алкоголя — 4,7 %.
- «Львівське Веселий Батяр» — светлое нефильтрованное пиво, содержание алкоголя — 3,8 %.
- «Львівське Дункель» — тёмное пиво с ярко выраженным карамельным вкусом, содержание алкоголя — 4,7 %.
- «Львівське Лев Біле Пшеничне» — светлое пшеничное пиво, содержание алкоголя — 5 %.
- «Львівське Лев Тёмное» — тёмное пиво, с лёгким карамельным вкусом, содержание алкоголя — 4,7 %.
- «Львівське Портер» — тёмное пиво с винным привкусом, содержание алкоголя — 8 %.
- «Львівське Різдвяне» — тёмное пиво с карамельно-пряным ароматом и ноткой рождественских специй, содержание алкоголя — 4,4 %.
- «Львівське Светлое» — лёгкое светлое пиво, содержание алкоголя — 4,5 %.

Ранее также производили следующие сорта:
- «Львівське Slodowe» — светлое солодовое пиво, содержание алкоголя — 4,4 %.
- «Львівське Великоднє» — специальное светлое пиво с лёгким привкусом мёда, содержание алкоголя — 4,4 %.
- «Львівське Живое» — светлое непастеризованное пиво, содержание алкоголя — 4,8 %.
- «Львівське Золотой Лев» (конец 1990-х — 2001).
- «Львівське Кнайпа» — светлое пиво с ограниченным сроком годности в 90 суток, содержание алкоголя — 4,6 %.
- «Львівське Крепкое» — крепкое пиво, содержание алкоголя — 7 %.
- «Львівське Легенда» (2006—2007) — полутёмное пиво[9].
- «Львівське Премиум» — светлое пиво с горчинкой, содержание алкоголя — 4,5 %[10].

## Награды
В 2008 году сорт «Львівське 1715» получил премию Effie Awards за эффективные маркетинговые коммуникации. Также эту награду бренд получил в 2019 году.
В 2018 году на ХХІ Международном конкурсе от отраслевой ассоциации «Укрпиво» сорт «Львівське 1715» получил Гран-при в номинации «За наивысшее качество светлого пива».
В том же году сорт «Львівське Дункель» получил премию East Europen Beer Award как лучший тёмный лагер.